# Det interessante
Det interessante er en filosofisk-æstetisk og psykologisk kategori, som bruges til at betegn moderne, skæve, interessevækkende og på nogle måder afvigende menneskelige forhold og sindstilstande. Den første mere omfattende formulering af det er fra Friedrich Schlegel, som bruger det i bogen Über das Studium der Griechischen Poesie (Om studiet af den græske poesi) fra 1795-1797. Begrebets væsentligste indslag på på dansk grund falder dog noget senere, idet det er et centralt begreb til at forstå en række litterære værker og kunstværker i årtierne mellem romantikken og det moderne gennembrud. Det interessante er en fremtrædende kategori hos blandt andre Søren Kierkegaard, Steen Steensen Blicher, Johan Ludvig Heiberg, Emil Aarestrup, Christian Winther, Henrik Hertz og Ludvig Bødtcher.

Der er en række "interessante" skikkelser i dansk litteratur, fx Elise fra Blichers novelle "Sildig Opvaagnen", Marchesen fra Christian Winters novelle "Skriftestolen" (fra Fire Noveller), men den mest udfoldede skikkelse er Johannes Forføreren fra "Forførerens Dagbog" i Kierkegaards Enten-Eller. Hans forhold til Cordelia sigter hele tiden imod dyrkelsen og nydelsen af hans egen sindstilstand under den langstrakte forførelse. Om denne nydelse erklærer han:
Hvor er det skjønt at være forelsket, hvor er det interessant at vide, at man er det. See det er Forskjellen.
Grundideen er, at der indskydes et betragtende og analyserende niveau i forelskelsen, hvor den formodet forelskede tilegner sig situationens interessevækkende karakter meden særlig nydelse, der ikke går i i et med den oprindelige følelse, men dyrker selve situationen og betragningen af den med en analytisk følelseskulde, der parasitært gennemtrænger og undergraver den.